# 王启民 (石油工程师)
王启民（1937年9月26日—2024年8月19日），浙江湖州人，中华人民共和国石油工程师、政治人物。

## 生平
1956年9月至1961年8月，在北京石油学院石油地质专业学习。1961年8月至1962年9月，任松辽石油会战指挥部地质所开发室、动态室实习员。1962年9月至1964年4月，任松辽石油会战指挥部地质所动态室技术员。1964年4月至1965年10月，任大庆油田开发研究院动态室技术员，1965年10月至1975年4月，任大庆油田开发研究院综合室、开发室技术员，1975年4月至1978年1月，任大庆油田科学研究院开发室技术员、开发室一级技术员、地质师。1978年1月至1984年7月，任大庆油田科学研究院开发室副主任地质师。1978年6月，加入中国共产党。1984年7月至1992年2月，任大庆石油管理局勘探开发研究院副总地质师。1992年2月至1996年12月，任大庆石油管理局勘探开发研究院副院长：1996年12月至1998年12月，任大庆石油管理局勘探开发研究院院长。1998年12月至1999年1月，任大庆石油管理局局长助理。1999年1月至12月，任大庆石油管理局局长助理、副总地质师。1999年12月，任大庆油田有限责任公司总经理助理、副总地质师。中共第十五届中央候补委员。2019年9月17日，獲得“人民楷模”国家荣誉称号。
2024年8月19日，王启民病逝于河北廊坊中石油中心医院，享年87岁。